# قائمة الخنادق البحرية
قائمة الخنادق البحرية أو قائمة الحفر البحرية

## حسب العمق
| خندق            | المحيط  | العمق (كم) |
| --------------- | ------- | ---------- |
| خندق ماريانا    | الهادي  | 11٬034     |
| خندق تونغا      | الهادي  | 10٬882     |
| خندق كوريل      | الهادي  | 10٬542     |
| خندق الفلبين    | الهادي  | 10٬540     |
| خندق كرماديك    | الهادي  | 10٬047     |
| حفرة ايزو بونين | الهادي  | 9٬780      |
| خندق اليابان    | الهادي  | 9٬000      |
| خندق بورتو ريكو | الأطلسي | 8٬605      |
| خندق بيرو-تشيلي | الهادي  | 8٬065      |

## حسب المحيط

### المحيط الأطلسي
- خندق كايمان
- خندق بورتوريكو

### المحيط الهندي
- خندق جاوة أو حفرة سوندا

### المحيط الهادئ
- خندق ألوشيان (اليوت)
- خندق الفليبين
- حفرة بوغانفيل
- خندق سيدروس
- خندق ايزو بونين أو حفرة اوجاساوارا ايزو
- خندق اليابان
- خندق كرمادك
- خندق الكوريل
- خندق مانيلا
- خندق الماريان
- خندق الهبريد الجديدة
- خندق بيرو-شيلي أو خندق أتاكاما
- خندق ريو كيو أو خندق مانساي شوتو
- خندق بويسيغور
- خندق ساندويتش الجنوبي
- حفرة تونغا
- خندق ياب

## روابط خارجية
- من اجل تحديد بقية الاماكن البحرية
- قائمة لكل التضاريس البحرية المعروفة وموقعها الفلكي